# Phytoseius jatoba
Phytoseius jatoba är en spindeldjursart som beskrevs av Demite, Lofego och Fabiola Feres 2008. Phytoseius jatoba ingår i släktet Phytoseius och familjen Phytoseiidae. Inga underarter finns listade i Catalogue of Life.